# Tomas Jansson
Tomas Jansson, född 1961 i Åbo, är en finlandssvensk journalist, författare och dramatiker. Han är kulturredaktör vid Svenska Yle med teater, film och rockmusik som specialområden. 2013 publicerades hans första roman av hittills två.

## Biografi
På 1980-talet studerade Tomas Jansson litteraturhistoria (vilket sedermera ledde till en filosofie magister-examen), samt frilansade som rock- och fotbollsreporter. Hösten 1987 bytte han dock till stora delar yrkesinriktning, i samband med ett vikariat på Åbo Underrättelser. Åbo Svenska Teater såg gärna att deras kommande produktion skulle bevakas, och tidningens chefredaktör beslutade att den – i teatersammanhang – ovane Jansson skulle ta hand om uppdraget.
Därefter blev det en hel del uppdrag för teatern, både som utsänd journalist eller kritiker och i andra roller. Tomas Jansson har författat minst en teaterpjäs som satts upp på scen – Bunden (Svenska Teatern i Helsingfors, 2010).
Sedan sent 1990-tal är han anställd vid Svenska Yles kulturredaktion. Där har han bland producerat teaterkritik samt intervjuat och skrivit om kulturpersoner av olika slag. Tomas Jansson är en återkommande redaktör och producent av radiodokumentärer och radioessäer, inklusive för den löpande produktionen inom programformatet Dokumenterat.
2013 gjorde han debut som romanförfattare, med Batman bor inte här längre. Historien hade året innan deltagit i Söderströms intrigromantävling, där den fått ett hedersomnämnande. Boken har beskrivits som en bildningsroman, med två bröder, två föräldrar, spirande kärlek och dysfunktionella familjerelationer. 2018 gav Schildts & Söderströms ut Janssons andra roman Linda. Denna gång kretsar historien kring en nostalgisk resa och popmusik, i en värld som förändras via skeendena i ett sönderfallande Jugoslavien. I denna utvecklingsroman, där titelpersonen flyttar mellan Åbo, Helsingfors, Berlin och New York, fungerar personen Mia som en fast punkt i tillvaron. Berättelsen har jämförts med de nostalgiska tillbakablickarna hos Kjell Westö, liksom hos ödets makt i Paul Austers skrivande.

## Utmärkelser
Tomas Jansson vann 1987 debutupplagan av Arvid Mörne-tävlingen, för novellen "Elden". Historien hade husockupation och ungdomsrevolt som tema. 1991 vann han förlaget Söderströms 100-årsjubileumstävling med en novellsamling. Han nominerades 2001 till Prix Italia för sin radiodokumentär om Sarah Kane. Han fick 2004 Yles programpris (i klassen kulturpersonporträtt) för serien Scensamtal. Tomas Jansson fick Topeliuspriset 2025.